# Сценічне хвилювання

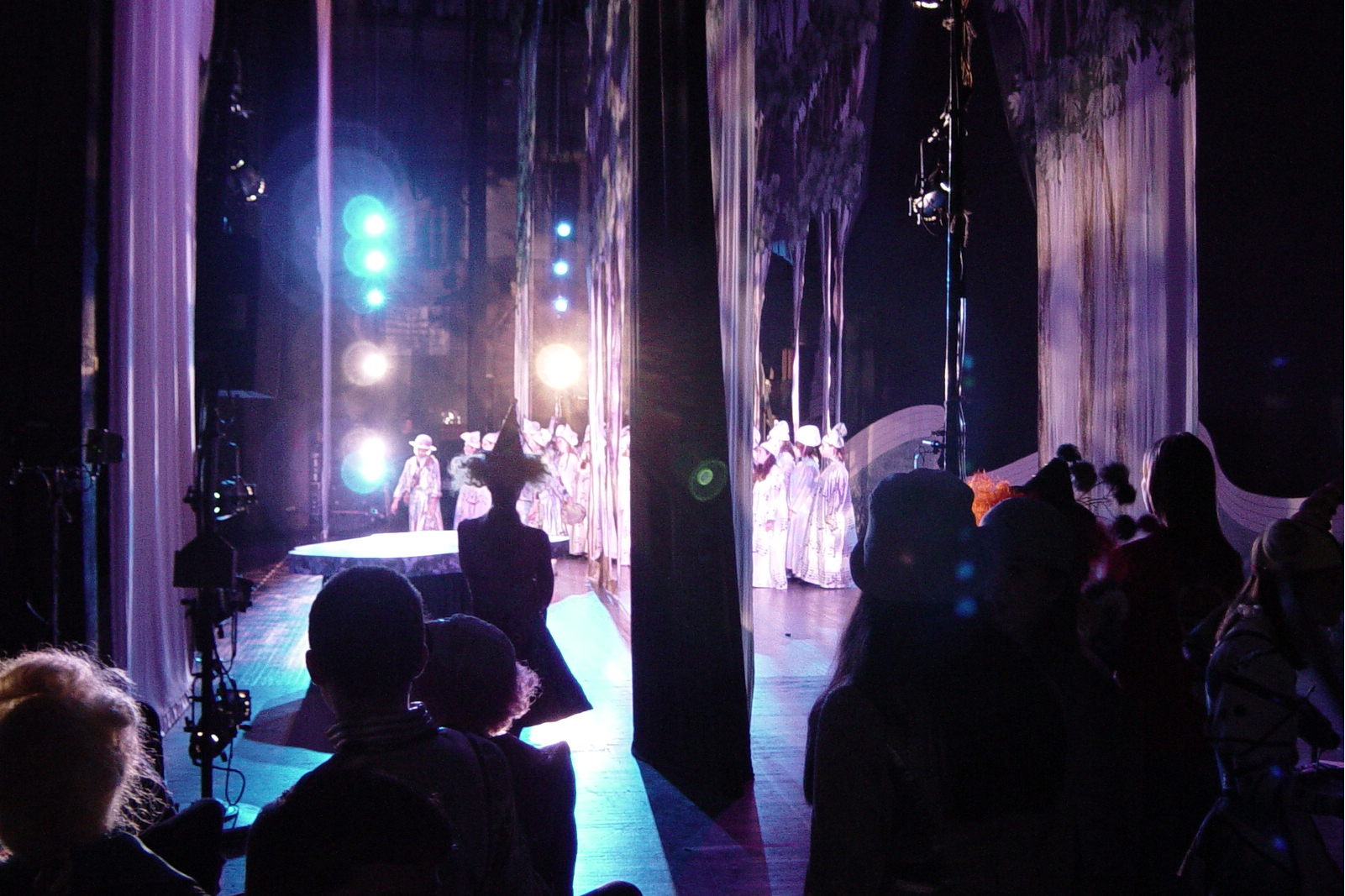
Очікування виступу

Сценічне хвилювання, або сценофобія — форма страху, зумовлена напруженим очікуванням перевірки тих чи інших здібностей, характеризується тривожними відчуттями, пов'язаними з можливим провалом. Інтерпретується як результат підсвідомого співвіднесення майбутньої перевірки з екстремальними ситуаціями, що вже відбулися в житті індивіду та висунули до його здібностей особливі вимоги, а також несли великий емоційний заряд. Сценічне хвилювання вважається проблемою багатьох акторів, музикантів, спортсменів, публічних діячів і людей, що спілкуються з великою аудиторією.

## Симптоми сценічного хвилювання
Симптомами страху сцени є сильне серцебиття, пітливість, тремтіння голосу, тремор губ і кінцівок, скутість голосових зв'язок, нудота тощо. У деяких випадках страх сцени може бути частиною більш загальних психологічних розладів (фобій), але багато людей відчувають страх сцени не маючи ніяких інших психологічних проблем. У психології боязнь публічних виступів є одним із симптомів глософобії. За оцінками психіатрів, відчувають страх перед виступом 95 % людей.
На сьогодні існує спеціальна термінологія щодо реакцій на пов'язаний з публічним виступом стрес та характерні особливості хвилювання перед і під час виступу. Психологи виділяють три передстартові реакції (певні психологічні стани), стадії психіки виступаючого. Серед них, «бойова готовність», «передстартова лихоманка» та «передстартова апатія». Деякі з них вбачають, що такі три стани притаманні всім людям, які знаходяться в умовах публічності, але, залежно від індивідуальних особливостей, процес протікання таких реакцій на сценічне хвилювання буде різнитися за часом та якістю.

## Бойова готовність
Перший стан «бойова готовність» є оптимальним для виступаючого. Його фізіологічною природою є врівноважування процесу зростаючого збудження процесом відповідно сильного гальмування. На практиці це відбувається так: у виступаючого перед публікою підвищується швидкість
реакції, загострюється увага та процеси мислення, збільшується фізична сила, проявляється величезне бажання виступати і досягати успіху.

## Передстартова лихоманка
Коли ж стан емоційного збудження зростає настільки, що процеси гальмування не можуть його стримувати і скерувати в потрібному напрямку, людський організм переходить у стан «передстартової лихоманки». На практиці це надмірна емоційна та рухова активність: метушливі, імпульсивні рухи, поверхова та нестійка увага, неритмічне дихання, прискорене серцебиття. За таких обставин у виконавця з'являється почуття тривоги та неспокою щодо результатів виступу. Тобто загальний стан нагадує паніку. Для такого виконавця в цьому стані всі завдання (стиль, штрихи, фразування, образність, виразність тощо) та випрацювана концепція втрачають своє значення та відходять на другий план. Виконавець (наприклад, якщо це музикант) не може вибрати правильний темп і бере в кілька раз швидший, і лише з єдиною думкою «аби швидше дограти і не збитись, якщо пощастить», прагне досягнути кінця твору.

## Передстартова апатія
Поступово виснажуючись від постійного збудження, кора головного мозку впадає в стан гальмування, настає фаза «передстартової апатії». З'являється млявість, сонливість, зникає бажання виступати, виконавець стає замкнутим, мовчазним, байдужим до всього оточуючого, гальмівні процеси зростають, а психічна активність падає, реакції уповільнюються, координація рухів порушується, з'являються песимістичні нав'язливі думки. У такому стані виступаючий не може ефективно керувати собою, він не хоче виступати взагалі, йому все байдуже, а якщо він потрапляє на сцену, виступ його стає нецікавим, монотонним та нудним для оточуючих.

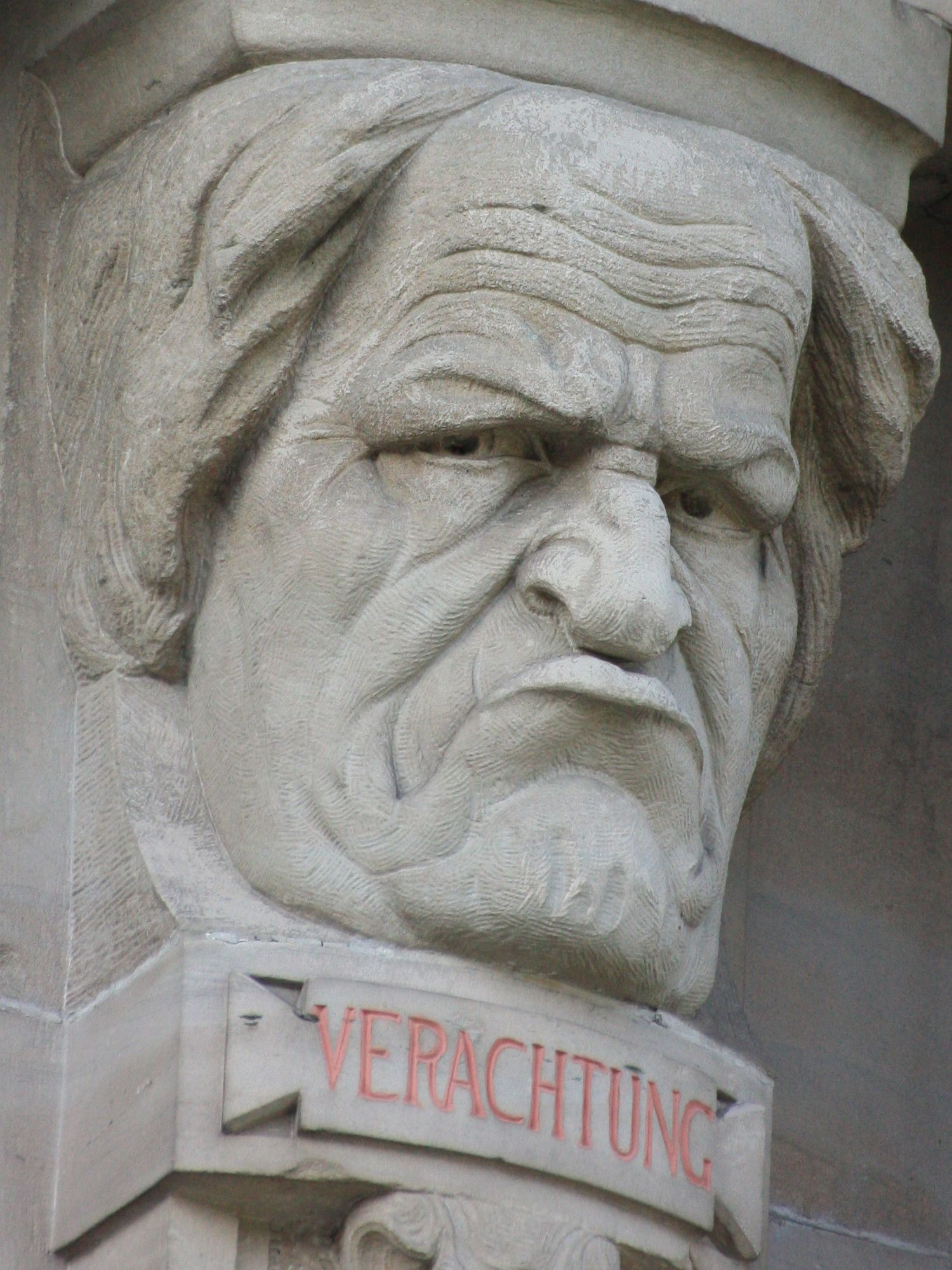
Нагадування перед театром у вигляді бюсту, яке означає, що «хто має страх сцени, повинен усвідомлювати, що він може помилитися і може бути осміяним аудиторією…»